# 尼氏早熟禾
尼氏早熟禾（学名：Poa nevskii）为禾本科早熟禾属下的一个种。